# Der Doppelgänger (Saramago)
Der Doppelgänger (portugiesisch: O Homem Duplicado) ist ein 2002 in Lissabon erschienener Roman von José Saramago. Thema ist sowohl der Wechsel der Identität des Geschichtslehrers Afonso durch seinen Doppelgänger als auch die Veränderung der Identität des Lesers, der vom Autor in eine Diskussion über den Roman hineingezogen und damit zum Ko-Autor wird. Der Roman wurde 2013 von Regisseur Denis Villeneuve mit Jake Gyllenhaal in der Hauptrolle unter dem Titel Enemy verfilmt. 

## Übersicht
Der zurückgezogen lebende Geschichtslehrer Tertuliano Máximo Afonso bemerkt in einem Videofilm in einer Nebenrolle einen Schauspieler, der ihm verblüffend ähnlich sieht. Afonso ermittelt den bürgerlichen Namen seines Doppelgängers und nimmt Kontakt zu ihm, dem Schauspieler Daniel Santa-Clara, auf. Sie vereinbaren ein Treffen und stellen fest, dass sie in ihren Gesichtszügen, in ihrer Stimme und sogar den Narben und Muttermalen identisch sind – die Natur hat sie bis in die Kleinigkeiten dupliziert. 
Während der Geschichtslehrer beginnt, sich mit seinem Doppelgänger abzufinden, treibt den Schauspieler verletzte Eitelkeit und sexuelle Gier, bei der Geliebten des Geschichtslehrers für eine Nacht dessen Platz einzunehmen. Er erpresst den Geschichtslehrer, lässt sich von ihm mit dessen Kleidung und Auto ausstatten und startet in eine Liebesnacht ohne Rückkehr: Die Geliebte des Lehrers entdeckt morgens an einem winzigen Detail die Täuschung und beide sterben auf der Rückfahrt in einem Autounfall, vermutlich nachdem es im Wagen zu Handgreiflichkeiten gekommen war. Dem Geschichtslehrer wird damit die Geliebte und seine bisherige Identität genommen, aber die Frau des Schauspielers, bei der der Geschichtslehrer aus Rache dieselbe Nacht verbracht hat, bietet ihrem überraschend zärtlichen Liebhaber die Identität ihres verunglückten Mannes als Ersatz an. 
Während der Geschichtslehrer auf die Rückkehr seiner neuen Gefährtin vom Begräbnis ihres Mannes in der geliehenen Identität des Lehrers wartet, ruft ein weiterer Doppelgänger des Schauspielers den Geschichtslehrer an, der sich gerade in seine neue Identität hineinzudenken beginnt. Der Lehrer vereinbart ein Treffen an einem abgelegenen Ort und, der Verwirrspiele müde, steckt den nun geladenen Revolver des Schauspielers ein.
Der Roman führt durch eine Anzahl von Selbstkritik des Erzählers einen Dialog zwischen Autor und Leser, der den Leser einbezieht in Schaffensfragen der Literaturproduktion: Was passiert mit einer Idee, die eine Kurzgeschichte gut und einen Roman weniger erträgt? Wie eng und wie mäandernd darf ein Autor den Leser zu seinem Thema oder an ihm vorbei führen? Bei welchem Wortspielen amüsiert und bei welchem langweilt sich ein Leser? Diese Werkstattgespräche sind eine Fundgrube für den aufmerksamen Leser, den Saramago immer wieder direkt anspricht.

## Erzählweise
Der der Figur des Geschichtslehrers nahestehende Erzähler berichtet linear von den Ereignissen, die der Entdeckung des Doppelgängers in dem Video folgen. Die Erzählung schreitet langsam voran: Erst nach etwa der Hälfte der Druckseiten kennt die Hauptfigur den bürgerlichen Namen ihres Doppelgängers, nach wieder fünfzig Seiten treffen die beiden sich zum ersten Mal und nach etwa 300 Seiten hat der Roman genug Anlauf für die folgenden dramatischen Endereignisse und Pointen genommen.
Hauptursache der Handlungsverzögerung und anfänglichen Pointenersparung ist die Vielzahl von Exkursen, die der Erzähler als Begleiter der Hauptfigur und als Berichterstatter über seine Arbeit des Schreibens einstreut. An einigen Stellen ergänzt der Autor auch konjunktivische Andeutungen möglicher, aber in diesem Roman noch nicht weiter verfolgter Ereignisketten. Die Orientierung des Lesers wird auch nicht dadurch erleichtert, dass der Autor mit Satzzeichen sparsam und mit Tempuswechseln dagegen großzügig umgeht. 
Der Stil Saramagos wird vor allem durch drei handwerkliche Strategien bestimmt: Die erste Strategie ist es, die Ängste und zukünftigen Widerfahrnisse der Figuren häufig im Voraus anzukündigen oder nachträglich zu kommentieren. Der Autor bezieht sich nicht mehr auf das als wirklich inszenierte Geschehen, sondern auf die von ihm geschaffene oder erst noch konzipierte Erzählung.
Eine zweite Strategie sind Ausführungen, in welchen der Erzähler seine literarischen Entscheidungen für den Leser begründet: „Als wären sie eine Art Zeitmaschine, werden diese vier Worte, es ereignete sich nichts, überwiegend in Situationen eingesetzt, in denen …“ Oder: „… denn vor ein paar Stunden ((gemeint ist die für den Leser verflossene Zeit!)) haben wir erfahren, dass …“ Oder: „(…) denn so verführerische Begriffe wie Schicksal, Verhängnis oder Bestimmung haben in diesem Diskurs nichts zu suchen“ Oder: „Es kommt gerade der Zweifel auf, ob das soeben Geschriebene, beginnend mit dem Wort ‚Selbst ehrenwerte‘ und endend mit ‚Nöte sind‘, nicht in Wirklichkeit …“ Mit diesen und vielen anderen handwerklichen Erläuterungen wird das Narrativ immer wieder dekonstruiert. So zum Beispiel: „Ehe wir jedoch fortfahren, verlangt die Harmonie dieser Erzählung, dass wir ein paar Zeilen auf die Analyse eines vielleicht unbemerkt gebliebenen Widerspruchs verwenden (…) Ein kleiner Exkurs zu den letzten Seiten des vorangegangenen Kapitels wird uns sogleich diesen grundsätzlichen Widerspruch vor Augen führen (…).“
Eine dritte strategische Entscheidung ist eine stilistische Selbstkritik des Autors, die in enger Korrespondenz mit den Leseerlebnissen seiner Leser steht. Mehrfach provoziert der Autor einen gewissen Überdruss mit Langatmigkeit und Unterbrechung des immer dünner werdenden Handlungsfadens durch einen der erstaunlichen Exkurse – bis er einräumt, dass er etwas „mit vielleicht übertriebener Genauigkeit beschrieben“ habe oder „dass der erste Teil des Satzes eigentlich genügt hätte“ oder „dass (es) eventuell gar keiner so detaillierten und umständlichen Erklärung unsererseits bedurft hätte.“ Der Titel des Doppelgängers verweist schon auf das Zuviel, das der Autor auch narrativ variiert wie für eine éducation littéraire.  
Diese den Leseeindruck zusammenfassenden kritischen Selbstkommentare des Autors verweisen ex negativo auf die Notwendigkeit, eine zeitgemäße Lesekompetenz zu entwickeln, die sich ein eigenes Urteil über Literatur zutraut. Im Rahmen der experimentellen Werke zeitgenössischer Autoren hat Saramago mit seinem Doppelgänger einen Beitrag zu dem Versuch geliefert, die konventionellen Formen der Literaturproduktion und -rezeption durch die Dekonstruktion des Erzählens zu erweitern.

## Ausgaben
- José Saramago: Der Doppelgänger (dt. von Marianne Gareis), Rowohlt: Reinbek bei Hamburg (2006) ISBN 978-3-499-23598-6